# Dunkelskov
Dunkelskov (Engelsk: Mirkwood) er en skov, der omtales i fantasy-romanerne Ringenes Herre og Hobbitten af den engelske forfatter J.R.R. Tolkien. 
Dunkelskov er den største skov der optræder i Ringenes Herre og Hobbitten. Den ligger øst for Tågebjergene og syd for Gråbjerge og strækker sig sydpå så langt som til Lorien som ligger sydvest for Dunkelskovs sydlige del. Mod nordøst afgrænses Dunkelskov af Den rindende flod. Sydligt i Dunkelskov ligger Saurons fæstning Dol Guldur. Nordpå den gamle skovvej og Dunkelskovs bjerge Emyn Fuin. Den nordlige dele af skoven bebos af elvere.

## Dunkelskov i "Hobbitten"
I Hobbitten rejser Bilbo fra Herredet til Erebor sammen med en gruppe dværge. Efter at have passeret Tågebjergene rejser den gennem Dunkelskov af den gamle skovvej. Her må de slås med kæmpe-edderkopper og bliver senere fanget af elverfolkene der bor i Dunkelskov. Dunkelskov udgør således en vigtig kulisse for en række af begivenhederne i Hobbitten.

## Dunkelskov i "Ringenes Herre"
I Ringenes Herre spiller Dunkelskov knap så stor en rolle, men omtales dog mange steder. Da Ringens Broderskab sejler fra Lorien sejler de kortvarigt langs kanten af Dunkelskov, men er aldrig inde i selve skoven.

## Elverne i Dunkelskov
Elverne i Dunkelskov havde deres hovedby i den østlige del af skoven, lidt nord for den gamle skovvej. De var skovelvere eller grønelvere under ledelse af kong Thranduil – der dog selv var Sindar-elver. Hans søn, Legolas, var en af Ringens broderskab, og på denne måde kommer også (en af) elverne i Dunkelskov til at spille en nøgle-rolle i Ringenes Herre på linje med Elrond og Galadriel.
| Fiktion | Spire Denne artikel om en historie eller noget fiktivt er en spire som bør udbygges. Du er velkommen til at hjælpe Wikipedia ved at udvide den. |

- Wikimedia Commons har flere filer relateret til Dunkelskov